# Wayang-Windu
Wayang-Windu je dlouhodobě nečinná (možná vyhaslá) sopka na indonéském ostrově Jáva, asi 40 km jižně od města Bandung. Skládá se dvou lávových dómů (Wayang a Windu) čtvrtohorního stáří. V 750 m širokém vrcholovém kráteru dómu Wayang se vyskytují fumaroly. Kdy došlo k poslední erupci, není známo. Oblast je předmětem intenzivního geotermálního průzkumu.